# Kınalıada
Kınalıada (en griego, Πρώτη) es una de las Islas de los Príncipes del mar de Mármara. Oficialmente, es un barrio del distrito de Adalar de Estambul, Turquía. 
Kınalıada (que significa "isla henna" en turco por el color de la tierra) es la isla más cercana a la parte europea de Estambul. Por esta razón, fue la isla más utilizada como lugar de exilio durante el periodo bizantino (el más famoso fue el del Emperador Romano IV Diógenes tras la Batalla de Manzikert en 1071).
El color de la tierra se debe a hierro y al cobre que se ha extraído a lo largo de la historia. Es una de las islas con menor masa forestal.

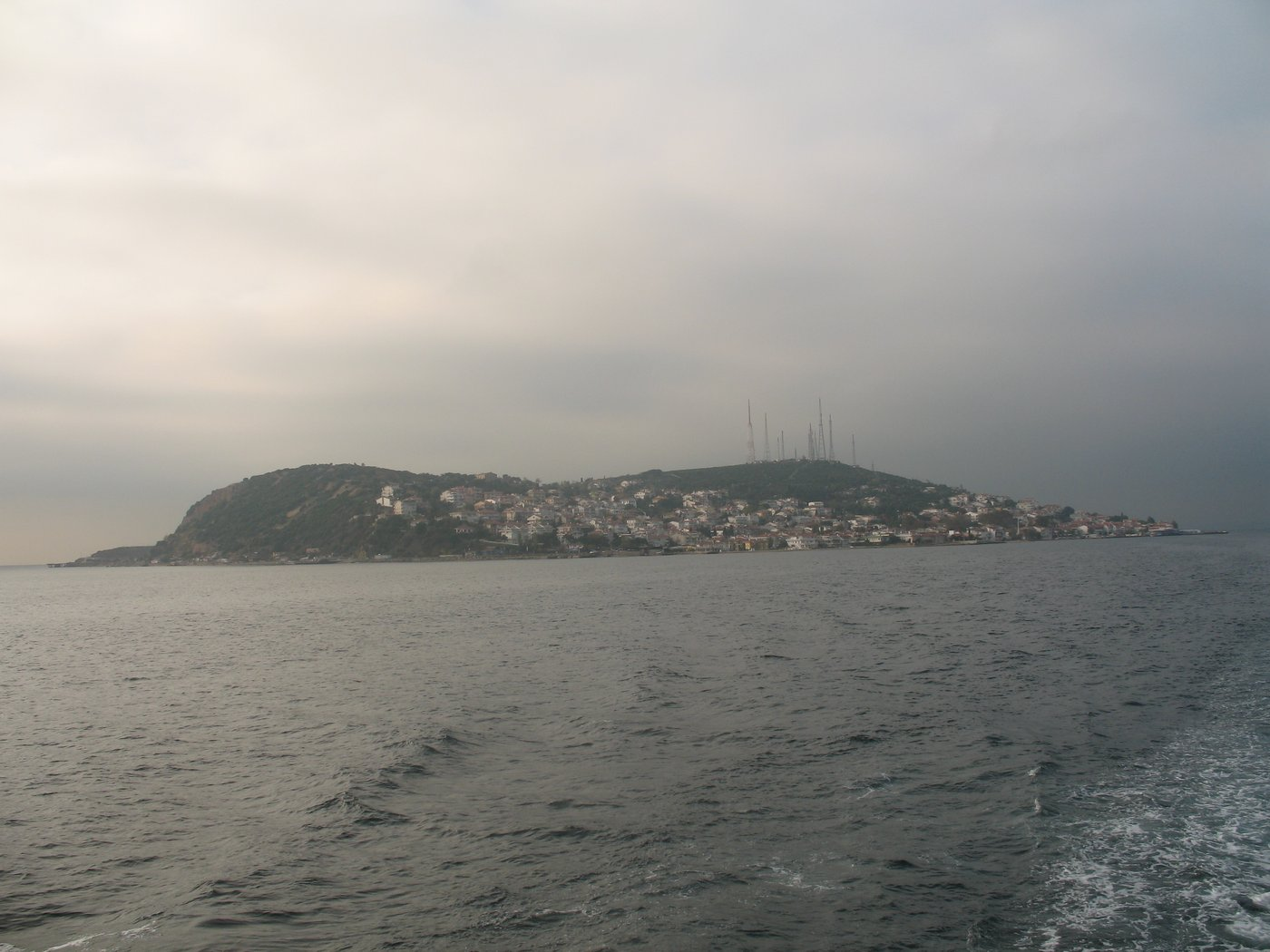
Vista de Kınalıada.
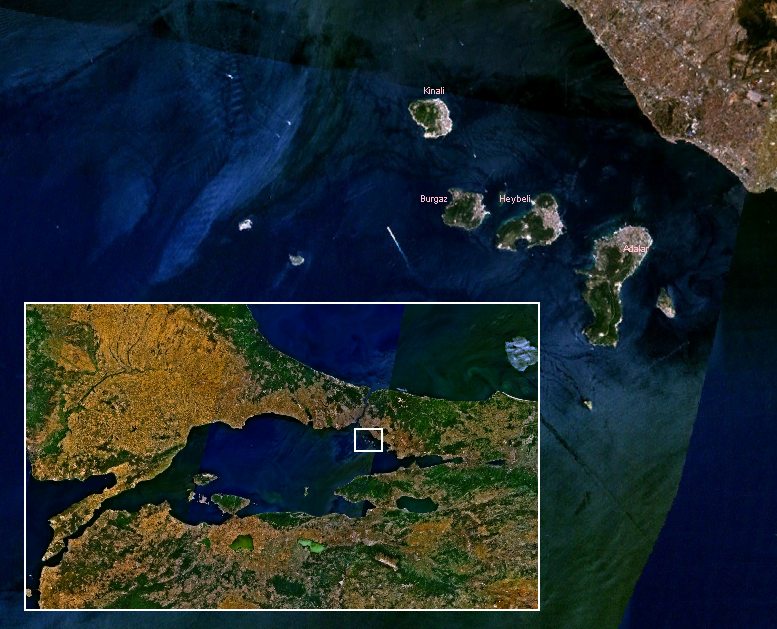
Imagen de satélite de las Islas Príncipe. Kınalıada es la primera a la izquierda.